# Paolo Griffini
Paolo Griffini (Lodi, 22 gennaio 1811 – Roma, 20 giugno 1878) è stato un generale e politico italiano attivo durante l'epoca del Risorgimento.
Ufficiale di cavalleria dell'Esercito imperiale austriaco, dopo lo scoppio dei moti del 1848 disertò per unirsi agli insorti della Lombardia, combattendo quindi nella successiva prima guerra d'indipendenza italiana del 1848-1849. Dopo la conclusione del conflitto passò in forza alla Regia Armata Sarda, combattendo nella guerra di Crimea del 1855-1856 e nella seconda guerra d'indipendenza italiana del 1859 nel corso della quale si guadagnò una Medaglia d'argento al valor militare. Messosi in luce durante la campagna piemontese in Italia centrale del 1860, Griffini fu insignito dell'Ordine militare di Savoia per le sue azioni alla battaglia di Castelfidardo e della Medaglia d'oro al valor militare per le sue azioni alla battaglia del Macerone; partecipò anche alla terza guerra d'indipendenza italiana del 1866, anche se in un ruolo secondario.
Dal 1864 Griffini fu eletto alla Camera dei deputati del Regno d'Italia, rappresentando per quattro legislature il Collegio elettorale di Lodi fino alla sua morte nel 1878.

## Biografia
Nato nel 1811 a Lodi nell'allora Regno Lombardo-Veneto, parte dell'Impero austriaco, in una famiglia di modeste capacità economiche, Griffini scelse la carriera militare arruolandosi nel 1828 come volontario nell'Esercito imperiale austriaco; cadetto in un reggimento di cavalleria, venne promosso al grado di tenente nel 1833 per diventare poi, nell'agosto 1844, capitano nel 2º Reggimento cavalleggeri "Hohenzollern" di stanza a Cracovia.
Dopo l'inizio dei moti del 1848, Griffini disertò dai ranghi dell'Esercito austriaco e rientrò in Lombardia; dopo aver preso parte agli scontri delle "Cinque giornate di Milano" (18-22 marzo 1848), offrì i suoi servigi militari al Governo provvisorio di Milano: promosso al grado di maggiore, in poche settimane organizzò un battaglione di volontari nella nativa Lodi. Con l'entrata in guerra del Regno di Sardegna e l'inizio della prima guerra d'indipendenza italiana il 23 marzo, Griffini ottenne il grado di colonnello e il comando del 3º Reggimento di linea (del 4º Reggimento secondo altra fonte) delle truppe lombarde, inquadrato nella brigata del generale Manfredo Fanti; le truppe di Griffini operarono quindi, tra il giugno e il luglio 1848, nella zona compresa tra l'Oglio e il Mincio, prendendo parte anche al blocco della piazzaforte austriaca di Mantova. Dopo la sconfitta piemontese nella battaglia di Custoza le truppe di Griffini ripiegarono su Brescia, dove il colonnello sostituì Fanti alla guida della sua brigata; durante la fase di riorganizzazione delle truppe italiane seguita alla stipula dell'armistizio Salasco il 9 agosto 1848, Griffini fu promosso al grado di luogotenente colonnello e posto al comando del Reggimento dragoni lombardi. Dopo la ripresa delle ostilità il 20 marzo 1849, Griffini guidò il suo reggimento durante la decisiva battaglia di Novara il 23 marzo seguente, conclusasi con una sconfitta delle forze italiane e la successiva stipula dell'armistizio di Vignale.
Conclusa la guerra, e non potendo rientrare nella terra natale in quanto disertore dell'Esercito austriaco, Griffini entrò al servizio della Regia Armata Sarda, ottenendo nel 1850 il grado di maggiore nei ranghi del Reggimento "Cavalleggeri di Saluzzo"; promosso tenente colonnello nel 1853, tra il 1855 e il 1856 prese parte alla guerra di Crimea inquadrato nel Corpo di Spedizione Sardo in Crimea. Dopo la conclusione del conflitto, nel 1855 ottenne una promozione a colonnello e assunse il comando dei "Cavalleggeri di Saluzzo". Con l'inizio della seconda guerra d'indipendenza italiana nell'aprile 1859, il reggimento di Griffini fu inizialmente impiegato in missioni di ricognizione a vantaggio dell'armata franco-piemontese in Lombardia, contribuendo alle vittorie alleate nella battaglia di Palestro il 31 maggio e nella battaglia di Magenta il 4 giugno; il 24 giugno Griffini stesso si mise in luce nel corso della battaglia di San Martino, guadagnandosi l'onorificenza della Medaglia d'argento al valor militare.
Promosso maggior generale alla fine della guerra contro l'Austria, Griffini lasciò il comando dei "Cavalleggeri di Saluzzo" nel febbraio 1860 per dedicarsi all'organizzazione di tre nuovi reggimenti di cavalleria nelle regioni dell'Emilia recentemente annesse al Regno di Sardegna. Nel settembre 1860, con l'avvio della campagna piemontese in Italia centrale, Griffini fu messo al comando di una brigata inquadrata nel IV Corpo d'armata del generale Enrico Cialdini, prendendo parte all'invasione delle Marche; dopo aver occupato con le sue truppe Pesaro l'11 settembre, Griffini partecipò alla vittoria sulle truppe pontificie nella battaglia di Castelfidardo il 18 settembre: alla testa dei "Lancieri di Milano" e dei "Lancieri di Novara", Griffini guidò una carica e inseguì a lungo le truppe sconfitte del generale pontificio Christophe de Lamoricière, guadagnandosi il 3 ottobre l'onorificenza di commendatore dell'Ordine militare di Savoia. In seguito, la brigata di Griffini partecipò alla presa di Ancona da parte delle truppe piemontesi, per poi proseguire l'avanzata oltre il confine del Regno delle Due Sicilie in Abruzzo agendo come avanguardia del corpo d'armata di Cialdini. Contravvenendo agli ordini di Cialdini, il 19 ottobre Griffini si spinse in avanti con un distaccamento di bersaglieri e "Lancieri di Novara" per occupare il valico di Macerone in Molise, strategico per garantirsi l'accesso alla valle del Volturno; assalito il giorno successivo da truppe borboniche superiori in numero, Griffini tenne loro testa fino all'arrivo del grosso delle forze di Cialdini, che inflissero quindi al nemico una sconfitta. Postosi alla testa di uno squadrone dei "Lancieri di Novara", Griffini inseguì le forze nemiche sconfitte fino a Isernia, catturando 500 prigionieri tra cui il comandante borbonico, generale Luigi Scotti Douglas; per questa sua azione, Griffini fu poi insignito della Medaglia d'oro al valor militare il 18 ottobre 1861. Il generale concluse quindi le operazioni contro i borbonici mettendosi in luce anche nella successiva battaglia di San Giuliano del 26 ottobre 1860.
Nel 1861 Griffini divenne ispettore dell'Arma di cavalleria del neonato Regio Esercito italiano, passando poi nel 1862 al comando della Brigata "Bologna"; promosso tenente generale nel 1864, l'anno successivo passò a comandare la divisione territoriale di Chieti. Non impegnato nella prima fase della terza guerra d'indipendenza italiana iniziata nel giugno 1866, dal luglio seguente assunse il comando di una divisione di cavalleria inserita nell'armata di Cialdini schierata sul basso Po: penetrate in Veneto, le forze di Griffini avanzarono senza affrontare scontri significativi fino a Thiene e Marostica, dove si fermarono una volta stipulato l'armistizio di Cormons il 12 agosto. Successivamente Griffini tornò al comando della divisione di Chieti, oltre a tenere la presidenza del comitato dell'Arma di cavalleria. Interessato al dibattito sulla riforma del Regio Esercito, pubblicò nel 1870 uno scritto (Riordinamento dell'esercito italiano) in cui proponeva un sistema basato su un esercito permanente di 120000 uomini sostenuto da due riserve militari composte da reggimenti reclutati su base provinciale, impiegabili anche per compiti di ordine pubblico in tempo di pace; sostenitore del servizio militare obbligatorio, si opponeva a qualsiasi tipo di esonero dalla leva militare. Griffini fu infine posto a riposo dall'Esercito per raggiunti limiti di età nel 1871.
Interessatosi alla politica, Griffini fu eletto nell'VIII legislatura della Camera dei deputati del Regno d'Italia nel dicembre 1864, rappresentando il Collegio elettorale di Lodi per altre tre legislature dopo aver ottenuto delle rielezioni nel 1865 (IX legislatura, con il sospetto di gravi irregolarità), nel 1867 (X legislatura) e nel 1876 (XIII legislatura); politicamente un indipendente, si schierò spesso con la Sinistra storica su alcune importanti questioni come lo spostamento della capitale a Roma e la tassa sul macinato, oltre a criticare spesso le decisioni del governo in materia di spese militari. Griffini morì infine a Roma il 20 giugno 1878 all'età di 67 anni.